# Публий Аквил Гал
Публий Аквил Гал (на латински: Publius Aquillus Gallus) e политик на Римската република през края на 1 век пр.н.е. Произлиза от фамилията Аквилии, клон Гал.
През 55 пр.н.е. той е народен трибун. Консули тази година са Помпей Велики и Марк Лициний Крас.